# By Paris, by Taxi, by Accident
Albums de Bill Pritchard
Happiness and Other Crimes
(1998) A Trip to the Coast
(2014)
By Paris, by Taxi, by Accident est le 7e album studio de Bill Pritchard, sorti en 2005. 
Presque toutes chansons sont consacrées à des instants et à des figures pittoresques que Bill Pritchard se remémore avec nostalgie lorsqu'il séjourna à Paris.   

## Titres
Toutes les paroles sont écrites par Bill Pritchard plus mention de co-paroliers supplémentaires, toute la musique est composée par Bill Pritchard et Thomas Deligny plus mention de co-compositeurs supplémentaires.
| Réalisation et arrangements de Thomas Deligny | Réalisation et arrangements de Thomas Deligny | Réalisation et arrangements de Thomas Deligny | Réalisation et arrangements de Thomas Deligny | Réalisation et arrangements de Thomas Deligny | Réalisation et arrangements de Thomas Deligny | Réalisation et arrangements de Thomas Deligny | Réalisation et arrangements de Thomas Deligny | Réalisation et arrangements de Thomas Deligny | Réalisation et arrangements de Thomas Deligny |
| No                                            | Titre                                         | Paroles                                       | Musique                                       | Durée                                         |                                               |                                               |                                               |                                               |                                               |
| --------------------------------------------- | --------------------------------------------- | --------------------------------------------- | --------------------------------------------- | --------------------------------------------- | --------------------------------------------- | --------------------------------------------- | --------------------------------------------- | --------------------------------------------- | --------------------------------------------- |
| 1.                                            | Toi et Moi                                    | + Stan Cuesta                                 |                                               | 3:45                                          |                                               |                                               |                                               |                                               |                                               |
| 2.                                            | Éva                                           | + Stan Cuesta                                 |                                               | 3:46                                          |                                               |                                               |                                               |                                               |                                               |
| 3.                                            | Une parisienne                                | + Stan Cuesta                                 |                                               | 4:09                                          |                                               |                                               |                                               |                                               |                                               |
| 4.                                            | By Paris, by Taxi, by Accident                |                                               |                                               | 3:12                                          |                                               |                                               |                                               |                                               |                                               |
| 5.                                            | Moloko                                        |                                               |                                               | 3:23                                          |                                               |                                               |                                               |                                               |                                               |
| 6.                                            | The Crooners                                  |                                               |                                               | 3:33                                          |                                               |                                               |                                               |                                               |                                               |
| 7.                                            | Métro                                         |                                               | + Cyril Paris                                 | 4:10                                          |                                               |                                               |                                               |                                               |                                               |
| 8.                                            | Caramel                                       | + Stan Cuesta                                 |                                               | 3:02                                          |                                               |                                               |                                               |                                               |                                               |
| 9.                                            | L'Hôtel Idéal                                 | + Stan Cuesta                                 |                                               | 3:08                                          |                                               |                                               |                                               |                                               |                                               |
| 10.                                           | Sleek Monique                                 |                                               |                                               | 3:01                                          |                                               |                                               |                                               |                                               |                                               |
| 11.                                           | Dust                                          |                                               |                                               | 3:19                                          |                                               |                                               |                                               |                                               |                                               |
| 38:28                                         |                                               |                                               |                                               |                                               |                                               |                                               |                                               |                                               |                                               |

## Crédits

### Musiciens
- Arrangements des cordes et des cuivres : Thomas Deligny sur Toi et Moi, By Paris, by Taxi, by Accident, Dust, Caramel
- Batterie : 
  - Mathieu Baraté sur Toi et Moi, Une Parisienne, Moloko
  - Bill Pritchard pour les roulements de tambour sur By Paris, by Taxi, by Accident
- Chœurs : Bill Pritchard avec :
  - Stan Cuesta sur Toi et Moi, Une Parisienne, Caramel
  - Elsa Fourlon sur Toi et Moi, Une Parisienne, The Crooners
  - Cyril Paris sur Métro
- Clavier : Thomas Deligny
- Guitare 12 cordes : Philippe Lavergne sur Sleek Monique
- Guitare acoustique : 
  - Philippe Lavergne sur Sleek Monique
  - Olivier Libeaux sur Une Parisienne, Éva, Toi et Moi, Métro, The Crooners, Moloko, Caramel, Dust, Sleek Monique
- Guitare basse : Ben Cahen sur tous les titres
- Guitares électriques : 
  - Yann Arnaud sur Métro
  - Thomas Deligny sur Éva, Une Parisienne, Moloko, Métro
  - Philippe Lavergne sur Sleek Monique, Une Parisienne, Toi et Moi, Caramel, Dust
  - Olivier Libeaux sur L'Hôtel Idéal, Métro, The Crooners
  - Cyril Paris sur Métro
  - Bill Pritchard sur L'Hôtel Idéal, Éva, Moloko
- Mélodica : Thomas Deligny sur Moloko, Éva, Sleek Monique
- Moog : Thomas Deligny
- Piano :
  - Thomas Deligny sur L'Hôtel Idéal, Sleek Monique, Dust
  - Bill Pritchard pour le thème de Sleek Monique
- Piano électrique Wurlitzer : Thomas Deligny, Olivier Libeaux sur Une Parisienne
- Programmation et rythmique : Thomas Deligny sur Éva, L'Hôtel Idéal, The Crooners, By Paris, by Taxi, by Accident, Sleek Monique
- Rhodes : Thomas Deligny
- Synthétiseur Solina : Thomas Deligny
- Tambourin : Mathieu Baraté sur Toi et Moi, Une Parisienne, Dust
- Trompette et bugle : Thibaut Renard sur L'Hôtel Idéal, The Crooners, By Paris, by Taxi, by Accident
- Violon : Laure Simonin sur Dust, Toi et Moi, Caramel, By Paris, by Taxi, by Accident
- Violoncelle : Elsa Fourlon sur Dust, Toi et Moi, Caramel, By Paris, by Taxi, by Accident

### Production
- Réalisation et pré-production au studio La Piscine[Note 2] : Thomas Deligny
- Enregistrement : Yann Arnaud
  - Au studio Bleeps de Paris (10e arr.)[1]
  - Au studio Gang de Paris (5e arr.), avec l'assistance de Florian Lagatta
  - Chez Peermusic (en) à Londres pour l'enregistrement des sessions piano
- Mixage au studio Plus 30 de Paris (19e arr.) : par Julien Delfaud, assisté de « Pépé » Pierrick
  - Par Yann Arnaud pour L'Hôtel Idéal et Dust
- Mastering : par Tony Cousins aux Metropolis Studios (en) de Londres
- Photos pochette et livret :  
  - Recto pochette : Henry Roy[Note 3],[Note 4]
  - Verso pochette et intérieur livret : Dominique Stringfellow[Note 5]
- Design pochette : PPK
- Éditions : 
  - Peermusic (en)
  - Peermusic/Sony/ATV Music Publishing pour Métro
- Label : AZ/Universal Music réf. 982-896-3
- Durée : 38:37
- Date de sortie : 25 avril 2005